# Kósáné Ormai Vera
Kósáné Ormai Vera (Budapest, 1938. május 28.–) pszichológus, pedagógus, nyugalmazott egyetemi oktató az Eötvös Lóránd Tudományegyetem Pedagógiai és Pszichológiai Karán.

## Pályafutása

### Tanulmányai
Ormai Vera 1962-ben szerzett diplomát pedagógia-pszichológia-magyar szakon az Eötvös Loránd Tudományegyetem Bölcsészettudományi Karán. 1968-ban levelező tagozaton elvégezte a Gyógypedagógiai Tanárképző Főiskolát. Bölcsészdoktori értekezését 1970-ben védte meg. 1983-ban pedagógiai pszichológiai szakpszichológusi oklevelet szerzett.

### Munkahelyei és munkássága
1963 és 1992 között az ELTE-BTK Pszichológia Tanszéken gyakorlatvezetőként és előadóként tevékenykedett. 1992-ben a XIII. kerületi Pedagógiai Kabinetben, mint szakértő és tanácsadó dolgozott. 2005-ben visszatért az ELTE-PPK-ra, ahol 2015-ig előadóként munkálkodott.

### Tevékenységei
Az 1960-as évektől az Óvodai Nevelés c. szakfolyóiratnál mint rovatvezető, 1969 és 1994 között, mintegy negyedszázadig a Magyar Pszichológiai Társaság Neveléslélektani Szekciójának titkára, majd elnöke volt.

## Családja
Két fia született, a kisebbik, Kósa Tamás matematikatanár, a nagyobbik, Kósa Gábor szintén az ELTE oktatója, mint vallástörténész.

## Művei
- A cselekvés szerepe a gondolkodás fejlődésében és fejlesztésében, (Társszerző: Járó Katalin) Továbbképzési Kabinet, Kaposvár, 1975.
- A pedagógus és a nehezen nevelhető (szociálisan inadaptált) gyermek, Akadémiai Kiadó, Bp. 1981.
- Fejlődéslélektani vizsgálatok. (Társszerzők: Járó Katalin, Kalmár Magda.) Tankönyvkiadó, Bp. 1975, 1977, 1979, 1982, 1986.
- Neveléslélektani vizsgálatok. (Társszerzők: Porkolábné Balogh Katalin, Ritoók Pálné.) Tankönyvkiadó, Bp. 1984, 1987. A kiadványt a Művelődési Minisztérium 1984-ben egyetemi tankönyvvé nyilvánította.
- Ajánlás a deviancia okainak és pedagógiai kezelésének iskolai vizsgálatához középfokú oktatási intézmények számára. Fővárosi Pedagógiai Intézet, Bp. 1988.
- Beilleszkedési nehézségek és az iskola. Tankönyvkiadó, Bp. 1989.
- Nevelési Tanácsadás és Iskolapszichológia. (Társszerző: Horányi Annabella, Hoffmann Gertrúd.) A „Társadalmi beilleszkedési zavarok komplex elemzése” c. kutatás Programirodája. Bp. 1991.
- Személyiségfejlesztő játékok. Országos Közoktatási Intézet Iskolafejlesztési Alapítvány - Budapest XIII. kerületi Pedagógiai Kabinet. Bp. 1996.
- A mi iskolánk. Neveléspszichológiai módszerek az iskola belső értékelésében, Iskolafejlesztési Alapítvány, Bp. 1998.
- Pszichológus az iskolában. OKKER, Bp. 1999.
- A mi óvodánk. Neveléspszichológiai módszerek az óvodában. OKKER, Bp. 2001.
- Neveletlenek? Gáspár Sarolta beszélgetései gyerekekkel és felnőttekkel. (Társszerző: Szekszárdi Júlia.) OKI Kiadó ‒ Dinasztia Kiadó, Bp. 2003.
- Mi pedagógusok. (Társszerző: Horányi Annabella.) Flaccus, Bp. 2006.
- A mi iskolánk. Neveléspszichológiai módszerek az iskola belső értékelésében. Átdolgozott és bővített Kiadás. ELTE Eötvös Kiadó, Bp. 2010, 2015.
- Őrizzük az értékeket ‒ Párbeszéd a múlt és a jelen között. Iskolafejlesztési Alapítvány, Bp. 2013.
- Múlt és jelen az óvodai nevelésben. (1963‒1977.) Magyar Pedagógiai Társaság, 2017.

### Publikációi, (társ)tanulmányai

#### 1962–1969
1. Különböző nevelői magatartásformák hatása egy osztály tanulóinak tantárgy iránti érdeklődésére és munkafegyelmére. Magyar Pedagógia, 1962. 4. sz. 382–417.
2. A modell és rajz szerepe a cselekvésben megnyilvánuló gondolkodás fejlesztésében. Pedagógiai Szemle, 1965. 3. sz. 225–247.
3. Adatok az encephalopathiás eredetű magatartási zavarok pszichológiai diagnosztikájához. (Társszerző:N. Somogyi-Tóth Zsuzsa) Magyar Pszichológiai Szemle, 1965. 1–2. sz. 124–137.
4. Some psychological data to the syndrome of brain demage in early childhood. (Társszerző: Somogyi-Tóth Zsuzsa) In: 1st Symposium of the Socialist Countries. Szczecin – Nowe Czarnowo 8–11. VII. 1965 r. 17.
5. Elemi konstruáló tevékenység vizsgálata encephalopathiás gyermekeknél. Pszichológiai Tanulmányok X. Akadémiai Kiadó, Bp. 1967. 581–590.
6. Psychologische Beiträge zum Syndrom der frühkindlichen Hirnschädigung. (Társszerző: Somogyi-Tóth Zsuzsa.) In: Beiheft zur Zeitschrift Psychiatrie, Neurologie und Medizinische Psychologie, 1968. No 8–9. 258–259.
7. Szociálisan inadaptált gyermekek az általános iskolában. Pedagógiai Szemle, 1969. 12. sz. 1074-1083.
8. Helyes-e az „értékelési rendszer” alkalmazása az óvodásgyermekek nevelésében? (Vitaindító.) Óvodai Nevelés, 1969. 6–7. sz. 258–259.
9. A cselekvés szerepe a gondolkodás fejlesztésében. Óvodai Nevelés, 1969. 9. sz. 344–345.
10. Válasz Tenk Béláné hozzászólására a „Helyes-e az értékelési rendszer?” c. vitaindítóra. Óvodai Nevelés, 1969. 10. sz. 379.
11. Önkéntelen figyelem – szándékos figyelem. Óvodai Nevelés, 1969. 10. sz. 384–386.

#### 1970–1979
12. Adatok az agysérült gyermekek pszichológiai vizsgálatának metodikájához. Társszerzők: Kalmár Magda, Homokiné Grozdits Zsuzsa, Fabricius Ildikó. Pszichológiai Tanulmányok XII. (Szerk.: Lénárd Ferenc) Akadémiai Kiadó, Bp. 1970. 387–419.
13. Bevezetés. In: Fejlődéslélektan és pedagógiai pszichológia. (Szerk.: Salamon Jenő – Voksán József) Kossuth Könyvkiadó, Bp. 1970. 3–23.
14. A nehezen nevelhető gyermekekkel kapcsolatos pszichológiai problémák. In: Fejlődéslélektan és pedagógiai pszichológia. (Szerk.: Salamon Jenő – Voksán József.) Kossuth Könyvkiadó, Bp. 1970. 461–483.
15. A tanulók személyiségének megismerése és jellemzése. In: Fejlődéslélektan és pedagógiai pszichológia. (Szerk.: Salamon Jenő – Voksán József) Kossuth Könyvkiadó, Bp. 1970. 403–435.
16. Kételyek és aggodalmak. (Válasz az új Óvodai Nevelési Programmal kapcsolatos kérdésekre.) Óvodai Nevelés, 1970. 5. sz. 165–167.
17. Helyes-e az „értékelési rendszer” alkalmazása az óvodásgyermek nevelésében? (Vitazáró.) Óvodai Nevelés, 1970. 5. sz. 159–161.
18. A szociálisan inadaptált gyermekek megismerése és pedagógiai pszichológiai jellemzése. Pedagógiai Szemle, 1971. 11. sz. 998–1009.
19. Megismerni, fejleszteni. Az új rovat bevezetője. Óvodai Nevelés, 1971. 1. sz. 23–24.
20. A gyermekek élettörténetének megismerés. Óvodai Nevelés, 1971. 2. sz. 68‒71.
21. Az óvodai nevelés verbális kommunikációs szituációi. (Társszerző: Sugárné Kádár Júlia) Óvodai Nevelés, 1971. 6–7. sz. 272–274.
22. Szempontok az érzelmi–akarati sajátosságok megismeréséhez. Óvodai Nevelés, 1972. 1. sz. 29.
23. Rovatvezetői megjegyzések Gyurics Gyuláné: A közösségi nevelésről c. cikkéhez. Óvodai Nevelés, 1972. 5. sz. 188–190.
24. Kérdések Beke Józsefné Eredményvizsgálat – tudásszint mérés c. írásával kapcsolatban. Óvodai Nevelés, 1972. 11. sz. 432–433.
25. Szempontok a beszéd megfigyeléséhez és elemzéséhez. Óvodai Nevelés, 1973. 3. sz. 106–107.
26. Vizsgálatok a társas kapcsolatok alakulásáról. (Társszerzők: Szabados Mártonné, Szántó Lajosné) Óvodai Nevelés, 1973. 4. sz. 161–163.
27. Nevelői eljárások különböző tanulói magatartási rendellenességek esetén. Pedagógiai Szemle, 1973. 4. sz. 329–338.
28. Vizsgáljunk, de még ne mérjünk! Óvodai Nevelés, 1973. 6–7. sz. 271–272.
29. Az óvónő személyiségének szerepe a gyermek megismerésében. Óvodai Nevelés, 1973. 8. sz. 317–318.
30. A Fejlődési Napló. Óvodai Nevelés, 1973. 12. sz. 469–472.
31. Javaslatok Kocsis Józsefné: Játékmegfigyelések c. cikkéhez. Óvodai Nevelés, 1974. 3. sz. 110.
32. A magyar Óvodai Nevelés törekvései az óvónők pszichológiai felkészültségének elmélyítése érdekében. Óvodai Nevelés, 1974. 6–7. sz. 209–220.
33. Zu Gast in Budapest. (A fenti tanulmány német nyelven.) Neue Erziehung in Kindergarten, 1974. No 10. 7–9.
34. Voproszi dlja vüjasznyenyija emocionalnüh i volevoj kacsesztv rebjonka. Doskolnoje Voszpitanyije, 1974. 79–80.
35. Rovatvezetői észrevételek. Óvodai Nevelés, 1974. 12. sz. 474–475.
36. Az iskolába lépő gyerekek jellemzése. (Vitaindító.) Óvodai Nevelés, 1975. 9. sz. 353‒354.
37. Magatartási zavarok súlyosságának megítélése pedagógusok és pszichológusok körében. Pszichológiai Tanulmányok XIV. (Szerk.: Lénárd Ferenc) Akadémiai Kiadó, Bp. 1975. 141–154.
38. A fejlesztő foglalkozások pszichológiai alapjai. In: Fejlesztő foglalkozások a korrekciós 1. osztályban. (Szerk.: Kósáné Ormai Vera– Papp Józsefné) Fővárosi Pedagógiai Intézet, Bp. 1975. 10–18.
39. A korrekciós osztály tanulóinak pedagógiai pszichológiai megismerése.
In: Fejlesztő foglalkozások a korrekciós 1. osztályban. (Szerk.: Kósáné Ormai Vera – Papp Józsefné) Fővárosi Pedagógiai Intézet, Bp. 1975. 19–68.
40. A fejlesztő foglalkozások néhány módszertani kérdése. In: Fejlesztő foglalkozások a korrekciós 1. osztályban. (Szerk.: Kósáné Ormai Vera – Papp Józsefné) Fővárosi Pedagógiai Intézet, Bp. 1975. 69–76.
41. A megismerési folyamatok fejlesztése. In: Fejlesztő foglalkozások a korrekciós 1. osztályban. (Szerk.: Kósáné Ormai Vera – Papp Józsefné) Fővárosi Pedagógiai Intézet, Bp. 1975. 118–203.
42. A játék szerepe a fejlesztésben. In: Fejlesztő foglalkozások a korrekciós 1. osztályban. (Szerk.: Kósáné Ormai Vera – Papp Józsefné) Fővárosi Pedagógiai Intézet, Bp. 1975. 278–300.
43. A cselekvés szerepe a gondolkodás fejlődésében és fejlesztésében. (Társszerző: Járó Katalin.) Somogy Megyei Továbbképzési Kabinet, Kaposvár, 1975.
44. Szempontok az óvodai foglalkozások pszichológiai elemzéséhez. Óvodai Nevelés, 1976. 3. sz. 88–90.
45. Motiválás, motiváció. (Társszerző: Járó Katalin) Óvodai Nevelés, 1976. 4. sz. 135–140.
46. Szóbeli érintkezés az óvodai foglalkozáson. (Társszerző: Járó Katalin.) Óvodai Nevelés, 1976. 5. sz. 165–169.
47. Az óvónő értékelő magatartása. Óvodai Nevelés, 1976. 6. sz. 213–214.
48. Problémaszituáció az ismeretelsajátításban. (Társszerző: Járó Katalin.) Óvodai Nevelés, 1976. 10. sz. 366–368.  
49. A cselekvés szerepe a gondolkodás fejlesztésében. (Társszerző: Járó Katalin.) Óvodai Nevelés, 1976. 11. sz. 413–415.
50. Óvodásgyermekek iskolaérettség szempontjából történő jellemzése. Fővárosi Pedagógiai Intézet, Bp. 1976. 1–11.
51. Észrevételek a megfigyelésben felvetődő problémákhoz. Óvodai Nevelés, 1977. 6. sz. 261–262.                                       
52. A gyermekek megismerése és jellemzése. (A vita tanulságai.) Óvodai Nevelés, 1977. 7–8. sz. 236–240.
53. Az „Óvodai Nevelés” a nehezen nevelhető gyermekekről. (Tíz év kis statisztikája.) Óvodai Nevelés, 1977. 9. sz. 364–366.
54. Nehezen nevelhető gyerekek az óvodában. Óvodai Nevelés, 1977. 9. sz. 393.
55. A fejlesztő foglalkozások (korrepetálások) pszichológiai alapjai. In: Korrepetálás – személyiségfejlesztés. (Szerk.: Pirisi Jánosné) Tankönyvkiadó, Bp. 1977. 18–49.
56. A szociális inadaptáció (nehezen nevelhetőség) és a tanulási problémák. In: Fejlődéslélektan és pedagógiai pszichológia. (Szerk.: Voksán József ‒ Salamon Jenő) Kossuth Könyvkiadó, Bp. 1977/78. 413–436.
57. A pedagógus személyisége. In: Iskola éretlen gyermekek az 1. osztályban. (Szerk.: Gosztonyi Jánosné) Tankönyvkiadó, Bp. 1978. 63–74.
58. Csak az eredményekről? Óvodai Nevelés, 1978. 10. sz. 394–395.
59. Az értékelés szerepe a gyermekek személyiségfejlesztésében. In: Szemé-lyiségfejlesztés a közösségben. (Szerk.: Borbély Sándorné – Kovásznai Józsefné) Továbbképző tanfolyam, Csepel. Bp. 1979. 291–298.
60. A pedagógusképzők tankönyvei a nehezen nevelhető gyermekekről. Pedagógiai Szemle, 979. 1. sz. 56–65.
61. Nevelési nehézségek megoldására alkalmazott eljárások minősítése pedagógusok és pszichológusok körében. Magyar Pszichológiai Szemle, 1979. 2. sz. 141–148.
62. Óvónők a Nevelési Tanácsadóról. (Egy vizsgálat tanulságai.) Óvodai Nevelés, 1979. 3. sz. 95–97.
63. Hozzászólás „Az iskolák és a nevelési tanácsadók kapcsolatáról” rendezett ankéton. Köznevelés, 1979. 15. sz. 3.

#### 1980–1989
64. Hogyan bánjunk velük? Pedagógusok és pszichológusok a nehezen nevelhető gyerekekről. Köznevelés, 1980. 6. sz. 7–8.
65. A neveléslélektani kutatások helyzetéről. (Társszerző: Kürti Istvánné) Magyar Pszichológiai Szemle, 1980. 6. sz. 618–631.
66. A társadalmi beilleszkedési zavarok kutatása az intézményes nevelés kerete között. (Társszerző: Kürti Istvánné) In: Tanulmányok a társadalmi beilleszkedési zavarok köréből. Statisztikai Kiadó Vállalat, Bp. 1980. 175–187.
67. Javaslatok a longitudinális vizsgálat tervezéséhez. (Társszerző: Kürti Istvánné) In: Tanulmányok a társadalmi beilleszkedési zavarok köréből. Statisztikai Kiadó Vállalat, Bp. 1980. 213–217.
68. A társadalmi beilleszkedési zavarok komplex longitudinális vizsgálatának neveléspszichológiai aspektusa. (Társszerző: Kürti Istvánné) In: Tanulmányok a társadalmi beilleszkedési zavarok köréből. Statisztikai Kiadó Vállalat, Bp. 1980. 255–264.   
69. O roli pedagoga w procesie wychovanie. Wychowanie w predszkolu. 1981. No 4. 230‒232.
70. A rovat 10 éve. Óvodai Nevelés, 1981. 1. sz. 21–22.
71. An experiment on an evolving procedure, the examination of pedagogical creativity. (Társszerző: Zánkay András) Annales Scientiarium Budapestiensis de Rolando Eötvös Nominatae. Sectio Paedagogica et Psychologica. Tomus VII. 1982. 177–183.      
72. A IX. Nemzetközi Óvodapedagógiai Szeminárium. (Társszerző: Keresztúri Ferencné) Óvodai Nevelés, 1981. 11. sz. 383–385.
73. A pedagógus a nevelési folyamatban. Óvodai Nevelés, 1982. 2. sz. 62–63.
74. Pedagógusok és pszichológusok. Köznevelés, 1982. 35. sz. 8.
75. Beköszöntő. Óvodai Nevelés, 1982. 10. sz. 341–342.
76. Magatartási nehézségek az óvodában és az első osztályban. Óvodai Nevelés, 1983. 12. sz. 412–414.
77. Pszichológus az iskolában és a nevelési tanácsadóban. (Társszerző: Horányi Annabella) Pedagógiai Szemle, 1984. 5. sz. 397–407.
78. Miben segíthet az iskolapszichológus? Köznevelés, 1984. 40. sz. 7.
79. Az iskolába lépés neveléspszichológiai kérdései. Tanító, 1984. 9. sz. 9–14.
80. Az óvodához és az iskolához való viszony néhány jellemzője 1–2. osztályos gyerekeknél. Óvodai Nevelés, 1984. 12. sz. 415–417.
81. A motiváció és az értékelés szerepe a gondolkodás fejlesztésében. In: A gondolkodás fejlesztése óvodáskorban. (Szerk.: Kovásznai Józsefné) Országos Pedagógiai Intézet, Bp. 1985.
82. Szempontok a nevelési konfliktushelyzetek pedagógiai megoldásmódjának elemzéséhez. (Társszerző: Zánkay András) In: Szocializációs zavarok – beillesz-kedési nehézségek. (Szerk.: Kósáné Ormai Vera ‒ Münnich Iván) Tankönyv-kiadó, Bp. 1985. 62‒79.
83. Szocializációs zavarok és az iskola. Magyar Pedagógia, 1985. 1. sz. 3–12.
84. A pedagógus irányítási stílusának szerepe a beilleszkedési zavarok kortársészlelésében. (Társszerző: Járó Katalin) In: Társadalmi Beilleszkedési Zavarok. (Szerk.: Kolozsi Béla és Münnich Iván.) TBZ Programtanács. Bulletin III. Bp. 1985. 123–191.
85. Kinek az érdeke? (Az iskolapszichológiai hálózat kiépítése) Magyar Pszichológiai Szemle, 1986. 4. sz. 335–337.
86. A nevelési tanácsadó iskolapszichológiai tevékenysége. Kísérlet az iskolapszichológusi és a nevelési tanácsadói feladatok elhatárolására. Tanító, 1986. 6–7. sz. 15–18.
87. A nevelési tanácsadó, az iskola (óvoda) pszichológia és a pedagógusok együttműködése. (Egy ankét tanulságai.) Óvodai Nevelés, 1986. 3. sz. 89–91.
88. A pedagógus minősítő tevékenységének vizsgálata veszélyeztetettség és iskolai beilleszkedési nehézségek esetén. In: Kolozsi Béla és Münnich Iván (szerk.): Társadalmi Beilleszkedési Zavarok Bulletin VI. 1986. Bp. 149–197.
89. A szociális inadaptáció neveléslélektani értelmezése. In: A társadalom, az iskola és a pedagógia. Szemelvények. (Szerk.: Illyés Sándor ‒ Nádasi Mária) Bp. 1986. 299–303.
90. Fejlesztő foglalkozások pszichológiai alapjai. A szerepjáték fejlesztése.
In: Szabó Pál (szerk.): Fejlődést elősegítő foglalkozások az óvodában. Országos Pedagógiai Intézet, Bp. 1986. 14-17, 88‒95.
91. Fejlesztő munka az 1. osztályban. Fővárosi Pedagógiai Intézet, Budapest, 1986. 83-96, 145-159. 
92. Veszélyeztetettség és iskolai beilleszkedés. In: Horányi Annabella és Kósáné Ormai Vera: Pedagógusok és pszichológusok. ‒ Együttműködés a szocializációs zavarok megelőzéséért. Tankönyvkiadó, Bp. 1986. 36‒45
93. Fejlesztő foglalkozások pszichológiai alapjai. In: Fejlődést elősegítő foglalkozások az óvodában. (Szerk.: Szabó Pál) Országos Pedagógiai Intézet, Bp. 1986. 14‒17, 83‒95.
94. Útkeresések az iskolapszichológiában. Budapesti Nevelő, 1987. 2. sz. 55‒57.
95. Az osztályok összetétele. Iskolapszichológus szemmel… A Tanító, 1986. 8. sz. 27–28.
96. Az ülésrend. Iskolapszichológus szemmel… A Tanító, 1986. 9. sz. 24–27.
97. Új gyerek az osztályban. Iskolapszichológus szemmel… A Tanító. 1986. 12. sz. 13‒14.
98. Együttműködés és verseny. Iskolapszichológus szemmel… A Tanító, 1987. 1. sz. 11‒12.
99. A nevelői elvárás. Iskolapszichológus szemmel… A Tanító, 1987. 3. sz. 7–8.
100. A pedagógus‒gyerek kapcsolat kölcsönössége. Iskolapszichológus szemmel… A Tanító, 1987. 11. sz. 12–13.
101. A pedagógus értékelő magatartása. Iskolapszichológus szemmel… A Tanító, 1987. 12. sz. 7‒8.
102. A pedagógus és a gyerek kérdései. Iskolapszichológus szemmel… A Tanító, 1988. 3. sz. 5‒6.
103. A fejlettség szerinti beiskolázásról. Óvodai Nevelés, 1987. 7‒8. sz. 224‒227.
104. Az iskolapszichológus és a nevelési tanácsadó együttműködése. (Társszerzők: Horányi Annabella, Radnóti Emőke) Pedagógiai Szemle, 1987. 9. sz. 896‒899.
105. Negyven év a pszichológia és az Óvodai Nevelés kapcsolatában. Óvodai Nevelés, 1987. 1. sz. 16–18.
106. Iskolapszichológia és nevelési tanácsadás. Köznevelés, 1987. 2. sz. 7.
107. Nevelői magatartás – nevelési stílus. Óvodai Nevelés, 1987. 3. sz. 76–81.
108. A pedagógus nevelési stílusa és az iskolai beilleszkedési nehézségek. (Társszerző: Járó Katalin) Pedagógiai Szemle, 1987. 3. sz. 222‒239.
109. A nevelési tanácsadás hazai történetének előzményei. (Társszerző: Horányi Annabella) Pedagógiai Szemle, 1988. 12. sz. 1123–1135.
110. A nevelői magatartás néhány jellemzője beilleszkedési nehézségek és veszélyeztetettség esetén. In: Veszélyeztetettség és iskola. (Szerk.: Illyés Sándor) Tankönyvkiadó, Bp. 1988. 80‒103.
111. A deviáns megnyilvánulások néhány jellemzője és vizsgálati lehetőségei a középiskolában. Budapesti Nevelő, 1988. 1. sz. 49–61.
112. Veszélyeztetett helyzetben a nevelési tanácsadó. Gyermek- és Ifjúság-védelem, 1988. 1. sz. 1 ‒ 3.
113. Gordon-módszer az osztályban. Tanári kézikönyv, Raabe, 1988. december, D 6.1: 1‒18.
114. A nevelési tanácsadás hazai történeti előzményei. (Társszerző: Horányi Annabella) Pedagógiai Szemle, 1988. 12. sz. 115‒123.
115. Gondolkodás-lélektani alapfogalmak. (Másodközlés.) In: A gondolkodás fejlődése és fejlesztése óvodáskorban. (Társszerző: Járó Katalin) (Szerk.: Keresztúri Ferencné ‒ Kovásznai Kató) Közgazdasági és Jogi Könyvkiadó, Bp. 1989. 13–21.
116. A motiváció és az értékelés szerepe a gondolkodás fejlesztésében. In: A gondolkodás fejlődése és fejlesztése óvodáskorban. (Szerk.: Keresztúri Ferencné ‒ Kovásznai Kató) Közgazdasági és Jogi Könyvkiadó, Bp. 1989. 98‒117.
117. A pedagogical solution of behavioral disorders in educational conflict-situations. In: The Complex Analysis of Deviant Behaviour in Hungary. Eds.: I. Münnich and B. Kolozsi. Research Rewiew No 1. Budapest, 1989. 131–139.
118. Együtt vagy külön? Óvodai Nevelés, 1989. 5. sz. 164.
119. Magatartási zavarok – szociális inadaptáció. (Másodközlés.) In: Szemel-vénygyűjtemény Pszichológiából III. ‒ Pedagógia és szociálpszichológia az iskolában. (Szerk: Juhász Márta ‒ Takács Ildikó) BME Gazdaság- és Társadalomtudományi Kar Ergonómiai és Pszichológiai Tanszék, Bp. 1989. 113–119.

#### 1990–1999
120. A pedagógus irányítási stílusa és a beilleszkedési nehézségek. (Társszerző: Járó Katalin) In: A neveléslélektani kutatások aktuális kérdései. (Szerk.: Kürti Jarmila) Akadémiai Kiadó, Bp. 1990. 233–274.
121. Az iskolai igények megjelenése a nevelési tanácsadó munkájában. (Társszerzők: Horányi Annabella, Darvas Ágnes, Bass László) Nevelési Tanácsadó Műhely. (Szerk.: Horányi Györgyné ‒ Ormai Vera) Fővárosi Pedagógiai Intézet, Bp. 1990. 51–60.
122. Mi az új az óvodai nevelési programban? (Társszerzők: Keresztúri Ferencné, Kereszty Zsuzsa) Óvodai Nevelés, 1990. 2. sz. 44–46.
123. Az új óvodai nevelési program kritikai elemzése. (Társszerzők: Keresztúri Ferencné, Kereszty Zsuzsa) Óvodai Nevelés, 1990. 3. sz. 85–89.
124. Inkább együtt (Vitazáró.) Óvodai Nevelés, 1990. 4. sz. 122‒123.
125. Pszichológiai jelenségek a továbbfejlesztett óvodai nevelési programban.
A tolerancia. Óvodai Nevelés, 1990. 5. sz. 162–163.
126. Az empátia. Óvodai Nevelés, 1990. 12. sz. 407–408.
127. The evaluation of maladjustment at school by teachers and fellow students. In: Social maladjustment in Hungary. (Research project, 1985–1990.) Bp. 90‒91.
128. Formirovanyije ocenki pedagoga i rovesznyikov pri narusenyii skolnoj adaptacii. In: XX Narusenyija szocialnoj adaptacii v Vengrii. (Programma iszledovanyij na 1985–1990 g.) Budapest, 93–94.
129. Szociológiai és forgalomjellemzők a Nevelési Tanácsadó 10 éves dokumentációs anyagában. Alapmegoszlások. (Társszerzők: Horányi Annabella, Darvas Ágnes, Bass László) In: Nevelési Tanácsadó Műhely 2. (Szerk.: Horányi Györgyné – Ormai Vera) Fővárosi Pedagógiai Intézet, Bp. 1991. 25–28.
130. Hogy érzik magukat az iskolában a nevelési tanácsadóba járó gyerekek? (Társszerzők: Horányi Annabella, Darvas Ágnes) In: Nevelési Tanácsadó Műhely 3. (Szerk.: Horányi Györgyné – Ormai Vera) Fővárosi Pedagógiai Intézet, Bp. 1992. 7–19.
131. Adatok a budapesti nevelési tanácsadók 1976 és 1985 között folytatott tevékenységéről. (Társszerzők: Horányi Annabella, Darvas Ágnes, Bass László) In: Nevelési Tanácsadó Műhely 3. (Szerk.: Horányi Györgyné – Ormai Vera) Fővárosi Pedagógiai Intézet, Bp. 1992. 20–62.
132. A pedagógus minősítő tevékenységének vizsgálata veszélyeztetettség és iskolai beilleszkedési nehézség esetén. Kutatási beszámoló. In: Társadalmi beilleszkedési zavarok. Bulletin, VI. 1992. 149–197.
133. A pedagógus minősítő tevékenységének vizsgálata veszélyeztetettség és iskolai beilleszkedési nehézségek esetén. In: A nevelési és pályaválasztási tanácsadás pszichológiája I. (Szerk.: Illyés Sándor – Ritoókné Ádám Magda.) Tankönyvkiadó, Bp. 1992. 105–134. ELTE BTK Szöveggyűjtemény. (Másodközlés.)
134. Jó értelmi képességű gyerekek a nevelési tanácsadóban. (Társszerzők: Horányi Annabella, Darvas Ágnes) In: Nevelési Tanácsadó Műhely 4. (Szerk: Horányi Györgyné ‒ Ormai Vera) Fővárosi Pedagógiai Intézet, Bp. 1993.
23–39.
135. Mit üzen Gordon a pedagógusoknak? Új Pedagógiai Szemle, 1995. 10. sz. 63–72.
136. Előszó és életrajz helyett. Beszélgetés Gáti Ferenccel. (Társszerző: Horányi Annabella) Budapesti Nevelő, 1995. 4. sz. 3–15.
137. Mit üzen az iskola az első osztályosoknak? Tanító, 1995. 7. sz. 1.
138. Előítélet – együttműködés – tolerancia. Budapesti Nevelő, 1996. 1. sz. 51–64.
139. IGEN – csupa nagybetűvel (Az osztályfőnöki feladatokról.) Új Pedagógiai Szemle, 1996. 5. sz. 56–59.
140. Társas készségek vizsgálata 5. és 8. osztályosok körében. (Társszerző: Pusztai Katalin) Budapesti Nevelő, 1997. 1. sz. 64–72.
141. Iskolapszichológiai hálózat a főváros XIII. kerületében. (Társszerző: Ruskó György) Új Pedagógiai Szemle, 1997. 9. sz. 100–114.
142. Mit üzen Gordon a pedagógusoknak? (Másodközlés.) In: Az iskola szociálpszichológiai jelenségvilága. (Szerk.: Mészáros Aranka) ELTE Eötvös Kiadó, Bp. 1997. 326–335.
143. A diák, a tanár és az iskolapszichológus. (Társszerző: Ruskó György) Riport. Üzenő, 1997/98. 2. sz. 4–5.
144.  Mi lesz veled emberismeret? Kerekasztal beszélgetés. Új Pedagógiai Szemle, 1998. 12. sz. 37–46.
145.  Gordon módszer az osztályban. In: Tanári kézikönyv 4. Raabe Könyvkiadó Kft. 1998. december. D 6. 1 1–17.
146.  A tanulók és a pedagógusok mentálhigiénéje. Háttértanulmány a „Jelentés a magyar közoktatásról 2000” c. kötethez. Országos Közoktatási Intézet, Bp. 1999. ftp.oki.hu/jka2k_hatter/06_mental.pdf
147.  Beilleszkedési nehézségek megelőzése. Budapesti Nevelő, 1998. 4. sz. 68–75.
148.  A tanulási és magatartási nehézségek megelőzése. In: Kihívások és válaszok a főváros közoktatásában. (Szerk.: Balogh László) OKKER, Bp. Budapesti Tavaszi Pedagógiai Napok, 1998. 74‒79.
149.  Magatartási zavarok – szociális inadaptáció. In: Fejezetek a pedagógiai pszichológia köréből. II. (Szerk.: Balogh László – Tóth László) Kossuth Lajos Tudományegyetem, Debrecen, 1998. 141–154. (Másodközlés.)

#### 2000‒2009
150. Milyen a jó szaktanácsadó? In: Pavlik Oszkárné – Szilágyi Imréné: Szaktanácsadók kézikönyve. Fővárosi Pedagógiai Intézet, Bp. 2000. 141–154.
151. Szülők az óvodáról. (Társszerző: Karácsonyi Györgyné) Óvodai Nevelés, 2000. 2. sz. 56‒60.
152. Gáti Ferenc 80. születésnapjára. (Társszerző: Horányi Annabella) (Másodközlés) In: Tanulmányok a gyermek- és ifjúságvédelem köréből. (Szerk.: Mihály Ildikó) FICE 2000. FICE Kiadványok, Bp. 5–33.
153. Viselkedési nehézségek, iskolai konfliktusok. In: III. Országos Osztályfőnöki Konferencia. Megyei Pedagógiai Intézet, Szombathely, 2000.
38–39.
154. A társas kapcsolatok és a szerephierarchia alakulása egy általános iskolai osztályban. (Társszerző: Völgyi Péterné) In: Nevelési kézikönyv nem csak osztályfőnököknek. (Szerk.: Szekszárdi Júlia) OKI Kiadó – Dinasztia Tankönyvkiadó, Bp. 2001. 195–212.
155. Az erkölcsi gondolkodás fejlesztése konfliktushelyzetek alkalmazásával. (Társszerző: Völgyi Péterné) In: Nevelési kézikönyv nem csak osztály-főnököknek. (Szerk.: Szekszárdi Júlia) OKI Kiadó – Dinasztia Tankönyvkiadó, Bp. 2001. 215–240.
156. Neveléspszichológiai vizsgálatok az osztály értékelésében. In: Nevelési kézikönyv nem csak osztályfőnököknek. (Szerk.: Szekszárdi Júlia) OKI Kiadó –Dinasztia Tankönyvkiadó, Bp. 2001. 317–324.
157. Együttműködés az osztályfőnök és az iskolapszichológus között. In: Nevelési kézikönyv nem csak osztályfőnököknek. (Szerk.: Szekszárdi Júlia) OKI Kiadó – Dinasztia Tankönyvkiadó, Bp. 2001. 345–347.
158. Deviancia – hátrányos helyzet – veszélyeztetettség. In: Pedagógia és pszichológia. Szerk.: Fehér Irén. Szöveggyűjtemény. Comenius BT, Pécs. 2001. 207–224. (Másodközlés.)
159. Társas viszonyok az osztályban. In: Pedagógia és pszichológia. Szerk.: Fehér Irén. Szöveggyűjtemény. Comenius BT, Pécs. 2001. 121–128. (Másodközlés.)
160. Mikor forduljunk pszichológushoz? In: Óvodavezetők kézikönyve IX. (Szerk.: Villányi Györgyné) OKKER, 2001. 38–46.
161. A gyermeki élet minősége az óvodában. In: Óvodavezetők kézikönyve X. (Szerk.: Villányi Györgyné) OKKER, 2002. 19–22.
162. Neveléslélektani diagnosztika. In: 10 évesek vagyunk (1992–2002). (Szerk.: Kósáné Ormai Vera – Ruskó György) XIII. kerületi Pedagógiai Szolgáltató Központ, Bp. 2002. 59–72.
163. Pszicho-faliújság és levelezés. In: 10 évesek vagyunk (1992–2002). (Szerk.: Kósáné Ormai Vera – Ruskó György) XIII. kerületi Pedagógiai Szolgáltató Központ, Bp. 2002. 81–88.
164. Amikor nem tudtam segíteni. In: 10 évesek vagyunk (1992–2002). (Szerk.: Kósáné Ormai Vera – Ruskó György) XIII. kerületi Pedagógiai Szolgáltató Központ, Bp. 2002. 120–124.
165. Mit csinál az óvodapszichológus? Óvodai Nevelés, 2004. 9. sz. 308–310.
166. Közös célok – eltérő szemlélet és módszerek. Óvodai Nevelés, 2005. 7. sz. 223–225.
167. „Kell egy csapat!” Együttműködés a segítő szakemberek között. In: Tanári kézikönyv 1. Raabe Könyvkiadó Kft., 2005. december. C 2.2 1–17.
168. Szempontok a szaktanácsadók, az iskolapszichológusok és a szociális munkások tevékenységének értékeléséhez. (Társszerzők: Bódi Erika, Fehér Sára, Pusztai Katalin, Seben Tímea, Tóbi Tímea, Zádori Éva) Budapesti Nevelő, 2006. 3–4. sz. 64–77.
169. Hozzászólás „A kisgyermekkori szexualitás” c. íráshoz. (Megjelent: Óvodai Élet, 2006. 3. sz. …) Óvodai Élet, 2006. 4. sz. 24–27.
170. Az elismerés kifejezése. Óvodai Nevelés, 2008. 3. sz. 114–115.
171. Dr. Gáti Ferenc. (Társszerző: Horányi Annabella) Budapesti Nevelő, 2008. 1. sz. 136‒140, 165.
172. Amikor segítséget kérünk. (Társszerző: Horányi Annabella) In: Gyerekeinkért. (Szerk.: Horányi Annabella – Kósáné Ormai Vera) Flaccus Kiadó, Bp. 2008. 150–161.
173. A lelki egészség, lelki problémák és én. (Másodközlés.) (Társszerző: Horányi Annabella) In: A környezeti nevelés közügy. A kisgyermek könyvek (Szerk.: Villányi Györgyné.) Magyar Pedagógiai Társaság, Bp. 2009. 7‒45.

#### 2010‒2018
174. A serdülők viselkedési sajátosságai. Szülők Akadémiája – együtt a XXI. század szakembereiért. www.szulok-akademiaja.hu ‒ Magyar Pedagógiai Társaság, 2010.
175. Ajánlás. In: Csillag Ferenc – Takács István: Utak – tévutak. Flaccus Kiadó, 2010. 9‒11.
176. Megértés – törődés – felelősség. In: Hogyan szeressük a gyermeket? In: Korczak és magyar gondolkodók írásai. (Szerk.: Takács István -- Csillag Ferenc -- Trencsényi László) UNICEF Magyar Bizottság, 2011. Bp. 265–275.
177. Előítélet – együttműködés – tolerancia. In: Juli könyve. Pepita Pedagógia. Underground Kiadó, Bp. 2012. 273–291. (Másodközlés.)
178. A kicsik befogadása. Óvodai Nevelés, 2013. 7. sz. 7–8.
179. Jutkáról Jutkának születésnapjára. Villányi Jutka születésnapi köszöntése. A Kisgyermek, 2016. január 4‒6. Különszám.
180. Az „akadálymentesített” óvoda‒iskola átmenet jellemzői. Tanító, 2017. 7. sz. 7–11.
181. „Volt egy csapat…” - Bakonyiné Vince Ágnes emlékére. Előadás a Bakonyiné Vince Ágnes Emlékülésen. 2017. április 1. A Kisgyermek, 2017. 4. sz. 2‒6.
182. Köszönöm… Dr. Weiss Mária emlékére. In: Egy teljes élet. Dr. Weiss Mária Emlékkötet. Felelős szerkesztő: dr. Bakos Judit. A kiadásért felelős: Andrásfay Henriett ügyvezető. IMP ‒ Hungary Kiadó Kft. 2018. 135‒137.
183. Harminchárom év a Lipót Gyermekosztályán. (Társszerző: dr. Bakos Judit.) In: Egy teljes élet. Dr. Weiss Mária Emlékkötet. Felelős szerkesztő:
dr. Bakos Judit. A kiadásért felelős: Andrásfay Henriett ügyvezető. IMP–Hungary Kiadó Kft. 2018. 12‒ 14.
184. Jegyzetek. (Társszerző: dr. Bakos Judit.) In: Egy teljes élet. Dr. Weiss Mária Emlékkötet. Felelős szerkesztő: dr. Bakos Judit. A kiadásért felelős: Andrásfay Henriett ügyvezető. IMP ‒ Hungary Kiadó Kft. 2018. 23.
185. Szeretettel várunk! Óvodanyitogató. Felkészülés a legkisebbek fogadására. Óvodai Nevelés, 2018. 7. sz. 8‒10.
186. Az első szülői értekezlet. Felkészülés a legkisebbek befogadására. Óvodai Nevelés, 2018. 8. sz. 18‒21.187. Az első családlátogatás. Felkészülés a legkisebbek befogadására. Óvodai Nevelés, 2018. 9. sz. 17‒20.

## Díjai, elismerései
- Apáczai Csere János-díj (1996)